# Promesse de sang
Promesse de sang (titre original : Blood Promise) est le quatrième roman de la série Vampire Academy écrite par Richelle Mead. Il est précédé par Baiser de l'ombre.
Lors de sa sortie, le roman a fait grimper la série Vampire Academy à la deuxième place de la liste des best-seller pour enfant et/ou adolescent du New York Times.
Dans Promesse de sang, Rosemarie "Rose" Hathaway quitte l'académie Saint-Vladimir et sa meilleure amie, Vasilisa "Lissa" Dragomir, et part en Russie pour retrouver son ancien mentor et amant, Dimitri, et le tuer. Ce dernier est devenu un Strigoï après l'attaque de Saint-Vladimir et Rose lui avait fait la promesse de le tuer si cela devait arriver.

## Résumé
Rose se lance direction la Sibérie, le pays natal de Dimitri, pour remplir la promesse qu'elle lui avait faite dans Sœurs de Sang. Il lui aurait dit qu'il aimerait mieux être mort que d'être un Strigoï contre sa volonté. Rose passe donc ses soirées dans un bar où elle cherche à trouver des informations permettant de retracer le parcours de Dimitri. Après plusieurs soirées passées là-bas, elle tombe sur une Alchimiste du nom de Sydney qui lui permet d'avoir quelques informations sur où se trouve le village natal de Dimitri. Sydney conduit donc Rose à cette ville où la jeune damphir aura à annoncer à la famille de son amoureux perdu qu'il est devenu un Strigoï. Plusieurs jours passent sans qu'elle bouge et fini par se rendre à Novossibirsk où elle se joint à une bande d'autres damphir qui tout comme elle n'ont jamais fini leurs études. Dorénavant, Rose s'allie avec cette petite bande afin de traquer les Strigoïs dans toute la ville afin qu'elle puisse retrouver Dimitri. Attrapant un Strigoï connaissant Dimitri, Rose lui laisse la liberté à condition de dire à ce dernier qu'elle le cherche. Puis, après plusieurs soirées passées à chasser le Strigoï, Dimitri réapparait lorsque Rose est trop surprise pour lui planter un pieu d'argent dans le cœur, ce qui laisse le temps au nouveau Strigoï de la kidnapper et de l'amener dans un manoir où elle restera prisonnière. Mais Rose a beau se dire que Dimitri n'est plus le même, elle craque et ils finissent par s'embrasser quelques fois et elle le laisse le mordre comme elle le faisait avec Lissa. Bien que Rose soit toujours proche de Dimitri, elle finit par lui planter son pieu dans son torse a plusieurs reprises et, réussit à se sortir de ce périple en laissant Dimitri vivant (croyant qu'il est mort jusqu'à ce quelle reçoive un colis avec un pieu d'argent à l'intérieur " Tu as oublié une autre de mes leçons : ne tourne jamais le dos a ton ennemi avant d'être sûre qu'il est mort). Il semblerait que nous devions revoir cette leçon à notre prochaine rencontre c'est-à-dire très bientôt  Avec tout mon amour D ". Rose retourne voir Lissa qui a besoin d'aide à l'académie. Rose apprendra qui est son père.

## Suite
La suite de ce quatrième tome est Lien de l'esprit.